# قطعنامه ۱۵۳۲ شورای امنیت
قطعنامه  ۱۵۳۲ شورای امنیت سازمان ملل متحد که در تاریخ ۱۲ مارس ۲۰۰۴ تصویب شد، سندی بین‌المللی دربارهٔ بررسی وضعیت در لیبریا است. این قطعنامه طی نشست ۴۹۲۵ام با ۱۵ رای موافق، ۰ مخالف و ۰ ممتنع تصویب شد.